# Témara
Témara (en arabe : تمارة ; en berbère : ⵜⵎⴰⵔⴰ) est une ville de la préfecture de Skhirate-Témara, dont elle est le chef-lieu, dans la région Rabat-Salé-Kénitra, au Maroc. 
La ville a connue une forte croissance démographique au cours de la décennie 2000.   
En 2014, Témara comptait 313 510 habitants en 2014 contre 225 497 en 2004, 130 793 en 1994 et 48 644 en 1982.   Selon le dernier recensement du HCP, en 2024, sa population compte 297 000 habitants.  
Depuis les élections communales de 2021, le maire de Témara est Zouhair Zemzami.

## Géographie
Témara, d'une superficie de 33,56 km2, est bordée par la préfecture de Rabat au nord, dont elle est séparée par un espace boisé protégé appelé « ceinture verte » ; les communes de Mers El Kheir à l'est et d'Aïn Attig au sud ; et Harhoura à l'ouest.
Elle comporte quelques quartiers de résidence aisés comme Al-Wifaq et Guich Loudaya. Son code géographique est 04.501.01.07. et son code postal 12000.

## Climat
| Mois                              | jan. | fév. | mars | avril | mai  | juin | jui. | août | sep. | oct. | nov. | déc.  | année |
| --------------------------------- | ---- | ---- | ---- | ----- | ---- | ---- | ---- | ---- | ---- | ---- | ---- | ----- | ----- |
| Température minimale moyenne (°C) | 8    | 8,6  | 9,2  | 10,4  | 12,7 | 15,4 | 17,6 | 17,7 | 16,7 | 14,1 | 11,1 | 8,7   | 12,5  |
| Température moyenne (°C)          | 12,6 | 13,1 | 14,2 | 15,2  | 17,4 | 19,8 | 22,2 | 22,4 | 21,5 | 19   | 15,9 | 13,2  | 17,2  |
| Température maximale moyenne (°C) | 17,2 | 17,7 | 19,2 | 20    | 22,1 | 24,1 | 26,8 | 27,1 | 26,4 | 24   | 20,6 | 17,7  | 21,9  |
| Précipitations (mm)               | 77,2 | 74,1 | 60,9 | 62    | 25,3 | 6,7  | 0,5  | 1,3  | 5,7  | 43,6 | 96,7 | 100,9 | 554,9 |

## Histoire

### Préhistoire
Les grottes littorales de Témara, notamment la grotte d’El Harhoura 2 et celle d’El Mnasra (anciennement appelée grotte des Contrebandiers), sont des sites archéologiques vieux de 120 000 ans, aux séquences particulièrement bien conservées. Elles ont d'abord été des habitats paléolithiques, dont une sépulture du Paléolithique supérieur, puis des nécropoles au Néolithique moyen. Des datations absolues donnent un âge supérieur à 35 000 ans.
Les vestiges humains de la grotte d'El Mnasra, découverts par J. Roche en 1956, datent de l'Atérien (~32 000 ans). Des fouilles y ont été entreprises en 1990,.
La région de Rabat-Salé / Témara est peuplée depuis les premières civilisations marocaines.

### XIIesiècle
Temara est fondée au XIIe siècle (1130-1163) par le sultan almohade Abd al-Mumin, qui y a construit une mosquée.

## Économie
Cette transformation s'est également traduite par l'implantation de nouvelles industries attirées par la situation privilégiée de Témara, sur l'un des principaux axes économiques du Maroc : Rabat-Casablanca et sa proximité de Rabat (6 km). Le secteur des sociétés de services est le plus important à côté de celui d'industries lourdes : production de ciment, de marbre, de liège et de charbon, industries automobiles et aéronautiques et hautes technologies. À titre d'exemple, la cimenterie de Témara fut l'un des premiers groupes industriels à s'installer dans la commune (1976) et affichait un chiffre d'affaires de 737 millions de dirhams (environ 65 millions d'euros).
La ville comprend un centre de renseignement géré par la Direction générale de la surveillance du territoire du Maroc,,,.

## Gestion de la ville
Le maire de Temara depuis les élections communales de 2021 est monsieur Zouhair Zemzami (Rassemblement national des indépendants).   
Sa liste arrive en tète lors des élections, suivie de la liste du Parti de la justice et du développement (PJD) et de la liste de l'Union constitutionnelle. Son mandat sera remis en jeu en 2026.

## Quartiers
- Al Alaouyine
- Nahda 1
- Nahda 2
- Firdaous
- Wifaq
- Izdihar
- Abbadi
- IInbiaat
- Skikina
- Massira 1
- Massira 2
- Manar
- Mansour Dehbi
- Douar Loulalda
- NASSAR
- Andalouse (Vieux Marocains)
- Beethoven
- Sables D'Or
- Contrebandiers
- GuyVille
- Sid El Abed
- Val d'or
- Ikkem

## Jumelage
Saint-Germain-en-Laye (France) depuis le 24 juillet 1982

## Personnalités liées à la ville
- El Hassan Lahssini (1975-), athlète franco-marocain
- Zouhair Zemzami, homme d'affaires et homme politique
- Hamza Igamane, footballeur international
- kouz1, chanteur
- EwaMaru, rappeur